# Comuna de Trzeszczany
Trzeszczany (polaco: Gmina Trzeszczany) é uma gminy (comuna) na Polónia, na voivodia de Lublin e no condado de Hrubieszowski. A sede do condado é a cidade de 1999.
De acordo com os censos de 2004, a comuna tem 4738 habitantes, com uma densidade 52,5 hab/km².

## Área
Estende-se por uma área de 90,17 km², incluindo:
- área agrícola: 80%
- área florestal: 13%

## Demografia
Dados de 30 de Junho 2004:
|                      | Total   | Total | Mulheres | Mulheres | Homens  | Homens |
| -------------------- | ------- | ----- | -------- | -------- | ------- | ------ |
|                      | pessoas | %     | pessoas  | %        | pessoas | %      |
| População            | 4738    | 100   | 2437     | 51,4     | 2301    | 48,6   |
| Densidade (pop./km²) | 52,5    | 100   | 27       | 27       | 25,5    | 25,5   |

De acordo com dados de 2002, o rendimento médio per capita ascendia a 1219,79 zł.

## Subdivisões
- Bogucice, Drogojówka, Józefin, Korytyna, Leopoldów, Majdan Wielki, Mołodiatycze, Nieledew, Ostrówek, Trzeszczany, Zaborce, Zadębce, Zadębce-Kolonia.

## Comunas vizinhas
- Grabowiec, Hrubieszów, Miączyn, Uchanie, Werbkowice